# Корнелия Мракова-Пейовска
Корнелия Мракова-Пейовска (на македонска литературна норма: Корнелија Мракова-Пејовска) е комунистическа партизанка и северномакедонска поетеса.

## Биография
Родена е на 21 май 1928 година в леринското село Пътеле, Гърция. Включва се в комунистическата съпротива във Вардарска Македония. В 1941 година се включва в ЕАМ и в младежката организация ЕПОН.
Записва се в партизанските отряди при село Сетина, където се запознава със Султана Гинова (сестрата на Мирка Гинова), с която участва в много диверсионни акции, сред които атаката на караулката при Крушоради и различни полицейски съоръжения. Там получава партизанското си име Искра. След обединяване на силите с така наречената Демократична армия на Гърция Корнелия участва във Втория конгрес на така наречения Народоосвободителен фронт от 29 март 1949 година, който се провежда в преспанското село Нивици.
След края на Гражданска война в Гърция заминава за Социалистическа република Македония, където се установява в Битоля. Там се жени за Ристо Пейовски, с когото се мести в Скопие в 1955 година. Получава работа в Събранието на тогавашната Социалистическа република Македония, откъдето се пенсионира. За дейността си е награждавана с награди и отличия.
Умира в Скопие на 27 февруари 2022 година.

## Творчество
От най-ранна възраст тя е любителка на писаното слово и самата тя започва да твори. Според личните ѝ описания, още по време на войната, в партизанските окопи, тя умее да пише по малко стихове, когато има вдъхновение.
Освен публикувани стихове и проза в няколко списания и вестници, Корнелия издава и следните книги.
- Сведоштва за грчкиот терор во Леринско 1945-1949 - (1998 година)
- Неуништиво езеро - (1999 година)
- Летање на југ - (2003 година)
- По патот на надежта и големата илузија (сеќавања и собитија) - (2006 година)
- Ги барам спомените - (2011 година)
- Повикот на родната грутка - (2013 година)